# 刀鋒戰士3
是一部2004年上映的美國超級英雄电影，由大衛·S·高耶執導、監製和編劇，他也為《幽靈刺客》、《幽靈刺客2：變種復活》寫劇本。主演是韋斯利·史納斯，飾演漫威漫畫的角色幽靈刺客，其他演員有萊恩·雷諾斯、謝茜嘉·比爾、克里斯·克里斯托佛森、多米尼克·珀塞爾、帕克·波西和Triple H。本片是「刀鋒戰士系列電影」的第三部也是最後一部電影。
「刀鋒戰士」系列完結篇。當末日即將來臨，人類將全數成為吸血鬼的爪牙，刀鋒戰士（衛斯里·史奈普）是唯一能夠拯救人類的人，於是吸血鬼王運用挑撥離間計策，誤導人類將矛頭指向半人半吸血鬼的刀鋒戰士。

## 劇情
在前兩集被刀鋒戰士砍殺重創的吸血鬼們正在籌畫一個陷害刀鋒戰士的連續殺人計劃。
他們到處獵取高級血液之後，喚醒了已經沉睡千年的超級吸血鬼德古拉。
德古拉在每個世代都擁有不一樣的名字，這一世他自稱達克(Drake)，身為真祖，擁有純正的吸血鬼血統的他，並不怕太陽。
他將招集全世界的吸血鬼與刀鋒戰士展開一場前所未見的激烈戰爭。吸血鬼的勢力大增並公開挑釁，使刀鋒戰士面臨前所未有的難題。為此，刀鋒戰士加入了專門獵殺吸血鬼的夜行幫(Nightstalkers)，這個曾經擊敗冷血惡魔 Danica Talos的集團。

## 演員
- 韋斯利·史納斯 飾 艾瑞克·布魯克 / 幽靈刺客
- 謝茜嘉·比爾 飾 Abigail Whistler
- 萊恩·雷諾斯 飾 Hannibal King（英语：Hannibal King）
- 多米尼克·珀塞爾 飾 德古拉
- 克里斯·克里斯托佛森 飾 Abraham Whistler（英语：Abraham Whistler）
- 帕克·波西 飾 Danica Talos
- 卡倫·基斯·雷尼 飾 Asher Talos
- Triple H 飾 Jarko Grimwood
- 娜塔莎·雷昂 飾 Sommerfield
- Haili Page 飾 Zoe
- Mark Berry 飾 Chief Martin Vreede
- 約翰·麥可·希金斯 飾 Dr. Edgar Vance
- 派頓·奧斯瓦特（英语：Patton Oswalt） 飾 Hedges
- 詹姆士·雷瑪 飾 FBI探員Ray Cumberland
- Michael Anthony Rawlins 飾 FBI探員Wilson Hale
- 克里斯多佛·海爾達（英语：Christopher Heyerdahl） 飾 Caulder
- Scott Heindl 飾 Gedge
- Cascy Beddow（英语：Cascy Beddow） 飾 Flick
- Paul Anthony（英语：Paul Anthony） 飾 Wolfe
- John Ashker 飾 Campbell
- 埃里克·博高森 飾 Bentley Tittle
- Ron Selmour 飾 Dex
- 葉芳華 飾 Virago
- Kett Turton（英语：Kett Turton） 飾 Dingo
- Michel Cook 飾 SWAT成員

## 迴響

### 專業評價
爛番茄網站上對這部電影的新鮮度為25%，在165條專業評論中，42條專業評論贊同，123條專業評論反對，平均分為4.42/10 ，觀眾的評價則是59%，獲得褒貶不一的口碑。

## 外部連結
- 官方网站 （页面存档备份，存于）（英文）
- 互联网电影数据库（IMDb）上《刀鋒戰士3》的资料（英文）
- AllMovie上《刀鋒戰士3》的资料（英文）
- Box Office Mojo上《刀鋒戰士3》的資料（英文）
- 爛番茄上《刀鋒戰士3》的資料（英文）
- Metacritic上《刀鋒戰士3》的資料（英文）